# 留萌郡
留萌郡（日语：／ Rumoi gun */?）為日本北海道留萌振興局的郡，位於留萌振興局中部。
郡名來自阿伊努語的「rur-mo-ot-pe」（潮汐和緩的河川）或「rur-pa-moy」（潮水東側的灣）。

## 轄區
轄區包含1町：
- 小平町

## 沿革

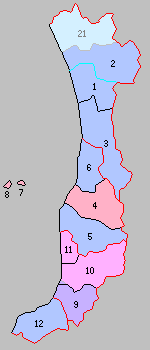
北海道一・二級町村制施行時留萌郡下辖町村（9.留萌村 10.三泊村 11.鬼鹿村 紫：留萌市 桃：小平町）

- 1869年8月15日：北海道設置11國86郡，天鹽國留萌郡成立。
- 1897年11月：北海道實施支廳制，天鹽國留萌郡隸屬增毛支廳之管轄，此時留萌郡下轄留萌村、禮受村、三泊村、鬼鹿村、天登雁村。[1]（5村）
- 1902年4月1日：（4村）
  - 留萌村、禮受村合併為留萌村，並成為北海道二級村。
  - 三泊村成為北海道二級村。
- 1906年4月1日：鬼鹿村、天登雁村合併為鬼鹿村，並成為北海道二級村。（3村）
- 1907年4月1日：三泊村被併入留萌村，留萌村成为北海道一级村。（2村）
- 1908年6月21日：留萌村改制為留萌町。（1町1村）
- 1919年7月1日：小平蘂村從留萌町分割獨立設置為北海道二級村。（1町2村）
- 1943年6月1日：北海道一級二級町村制廢止，小平蘂村、鬼鹿村改為內務省指定村。
- 1946年10月5日：指定町村制廢止。
- 1947年10月1日：留萌町改制為留萌市，並脫離留萌郡之管轄。（2村）
- 1948年1月10日：小平蘂村改名為小平村。
- 1956年9月30日：鬼鹿村被併入小平村。（1村）
- 1966年9月1日：小平村改制為小平町。（1町）